# Tennis Masters Cup 2003
Tennis Masters Cup 2003, známý také jako Turnaj mistrů 2003, představoval závěrečný tenisový turnaj mužské profesionální sezóny 2003 pro osm nejvýše postavených mužů ve dvouhře a osm nejlepších párů ve čtyřhře na žebříčku ATP, pokud se podle pravidel účastníci nekvalifikovali jiným způsobem.
Turnaj se odehrával ve dnech 8. až 16. listopadu 2003 v texaském Houstonu. Jako jediný byl řazen do kategorie ATP Tennis Masters Cup. Dějištěm konání se stal oddíl Westside Tennis Club, kde probíhal na otevřených dvorcích s tvrdým povrchem.
Soutěž dvouhry vyhrál první hráč světa Roger Federer ze Švýcarska. Ve čtyřhře zvítězila dvojice amerických bratrů Boba a Mika Bryanových.
Soutěže dvouhry se účastnilo osm tenistů, z nichž každý odehrál tři vzájemné zápasy v jedné ze dvou čtyřčlenných základních skupin A a B. První dva tenisté z každé skupiny postoupili do semifinále, které bylo hráno vyřazovacím systémem pavouka. První ze skupiny A se utkal s druhým ze skupiny B a naopak. Vítězové semifinále pak nastoupili k finálovému duelu.
Soutěž čtyřhry kopírovala formát dvouhry.

## Přehled finále

### Mužská dvouhra
- Roger Federer vs.  Andre Agassi 6–3, 6–0, 6–4

Federer vyhrál první titul na Turnaji mistrů, devátý v probíhající sezóně a získal sedmnáctý kariérní trofej z dvouhry na okruhu ATP

### Mužská čtyřhra
- Bob Bryan /  Mike Bryan vs.  Michaël Llodra /  Fabrice Santoro, 6–7(6–8), 6–3, 3–6, 7–6(7–3), 6–4